# Тентюково
Тентюково — деревня в Степановском сельском поселении Галичского района Костромской области России. 

## История
Согласно Спискам населенных мест Российской империи в 1872 году деревня Тюнтюково относилась к 1 стану Галичского уезда Костромской губернии. В ней числилось 4 двора, проживало 11 мужчин и 18 женщин.
Согласно переписи населения 1897 года в деревне проживало 40 человек (16 мужчин и 24 женщины).
Согласно Списку населенных мест Костромской губернии в 1907 году деревня относилась к Быковской волости Галичского уезда Костромской губернии. По сведениям волостного правления за 1907 год в ней числилось 8 крестьянских дворов и 37 жителей. Основным занятием жителей деревни, помимо земледелия, был малярный промысел.
До муниципальной реформы 2010 года деревня также входила в состав Степановского сельского поселения.